# MF 67
Le MF 67 (Métro Fer conception 1967) est un matériel roulant sur fer du métro de Paris mis en service entre 1967 et 1978. Il équipe aujourd'hui les lignes 3, 3 bis, 10 et 12. 
Marquant le retour de la Régie autonome des transports parisiens (RATP) au roulement classique sur fer après l'expérience du métro sur pneumatiques, le MF 67 permet de moderniser l'image du métro en remplaçant massivement les historiques rames Sprague-Thomson datant d'avant-guerre. Au cours de sa carrière, ses différentes séries auront roulé successivement sur toutes les lignes sur fer du réseau. Il a ensuite laissé sa place au MF 77 sur les lignes 7, 8 et 13, au MF 88 sur la 7 bis puis au MF 01 sur la 2, la 5 et la 9.  
Avec le retrait des derniers MP 59 en 2024, les MF 67 deviennent les rames les plus anciennes du réseau.
La réforme définitive du MF 67 devrait intervenir à l'horizon 2031 avec le remplacement des dernières rames en circulation par le MF 19.

## Conversion coûteuse
La Régie autonome des transports parisiens (RATP) a eu par le passé pour but de convertir ses lignes au matériel pneumatique (MP) puisque celui-ci donnait toute satisfaction. Mais les conversions des lignes 1 et 4 furent très coûteuses, non seulement à cause des dépenses supplémentaires, mais aussi à cause des travaux d'aménagement qui allaient durer jusqu'à 3 ans.
Avec toutes les lignes à remplacer, les travaux auraient duré jusqu'à la fin du siècle, ce qui aurait allongé la durée de circulation de certaines rames Sprague-Thomson jusqu'à 80 ans.
Grâce aux progrès dans les performances techniques, on pouvait comparer le matériel à roues en fer au matériel pneumatique, à condition qu'il y ait une adhérence totale avec les rails et l'utilisation de freins rhéostatiques. De cette façon-là, on pouvait renouveler les rames en 18 mois (à quelques mois près).
La RATP décida en juin 1966 de passer la commande de quarante trains de cinq voitures et de deux trains de présérie de six voitures ; deux constructeurs furent retenus : Brissonneau et Lotz et la CIMT. Vingt-deux de ces rames furent mises en service  sur la ligne 3 et vingt sur la 7 entre 1968 et 1971.

## Production
Les rames de type MF 67 sont produites entre 1967 et 1978, en plusieurs sous-séries.

### Sous-séries à l'origine
- MF 67 A : 40 rames à adhérence totale (composées uniquement de motrices) dont 20 avec des bogies monomoteurs (dites A1, voitures numérotées M.10011 à M.10050, N.11011 à N.11050, NA.12011 à NA.12030), et 20 avec des bogies bimoteurs destinées à la ligne 9, dites A2 (voitures numérotées M.10051 à M.10090, N.11051 à N.11090, NA.12031 à NA.12050).
- MF 67 B : 6 voitures ; cette petite série a eu pour objectif de tester plusieurs équipements, mais sont restées au stade de prototype. Il a existé deux sous-séries, B1 comprenant les voitures M.10020, M.10024, M.10025 et M.10028 ainsi que B2 comprenant les voitures M.10054 et N.11054. Elles ont été remises au type initial.
- MF 67 C : 68 rames à adhérence totale dont 22 avec des bogies monomoteurs prévus pour la ligne 3, dites C1 (voitures numérotées M.10091 à M.10134, N.11091 à N.11134, NA.12051 à NA.12072), et 46 avec des bogies bimoteurs destinés à la ligne 7, dites C2 (voitures numérotées M.10135 à M.10224 et M.10227, N.11135 à N.11224 et N.11227, NA.12073 à NA.12118).
- MF 67 CS : 5 motrices prototypes équipées de bogies MTE identiques à celles du MF67 F ainsi qu'à celles du MF77 (voitures numérotées M.10225 et M.10226, N.11225 et N.11226, NA.12119).
- MF 67 CX : 16 motrices, destinées à compléter le parc (voitures numérotées N.11228 à N.11234, NA.12120 à NA.12128), les voitures N.11234 et NA.12128 ayant été des prototypes équipés de portes louvoyantes comme les MF 77.
- MF 67 D : 163 remorques, destinées à faire des formations nouvelles et à créer, pour les formations existantes, une adhérence partielle. Le type D comprend les remorques S (avec loge de conduite), A et B hors des sous-séries E et F. À part trois trains encore formés à adhérence totale (cependant avec quand même une ou deux motrices inactives), actuellement (novembre 2011) tous les MF 67 excepté les E et F font partie du type D, car à adhérence partielle (voitures numérotées S.9011 à S.9166, A.13011 à A.13072 et B.14011 à B.14155). Cette série à la base ne comprend que des simples remorques.
- MF 67 E : 56 rames avec bogies bimoteurs et freinage par récupération pour équiper la ligne 8 et la ligne 13 (1974-1976). Celles-ci furent ensuite utilisées sur la ligne 2 (48 rames) et la ligne 7 bis (9 rames de 4 voitures, les remorques B ayant été retirées). Ces dernières furent reversées (après recomposition à 5 voitures) sur la ligne 10 lors de l'arrivée du MF 88 avec cependant trois rames provenant de la ligne 2. Les voitures sont numérotées M.10301 à M.10412, N.11301 à N.11356, A.13301 à A.13356, B.14301 à B.14356, celles numérotées M.10413 et M.10414 étant des motrices de réserve.
- MF 67 F : 51 rames avec bogies monomoteurs équipées de bogies MTE (suspension pneumatique et freinage à récupération) livrées de 1975 à 1978. Apparues d'abord sur la ligne 13, elles furent ensuite mutées sur les lignes 7 et 7 bis. Les MF 67 F ont ensuite été utilisées sur la ligne 5 du milieu des années 1980 jusqu'en 2014. Les voitures sont numérotées M.10501 à M.10602, N.11501 à N.11551, A.13501 à A.13551, B.14501 à B.14551, celles numérotées M.10603 et M.10604 étant des motrices de réserve. Les rames MF 67 E et F furent livrées d'origine avec la nouvelle livrée bleu-roi, apparue à partir de 1974 avec le MP 73.

À partir de 2004, les MF 67 D de la ligne 3 ont commencé par être rénovées en étant équipées du dispositif dit Annonces sonores et visuelles automatiques (ASVA) avec une nouvelle peinture de la face avant, en noir.

Galerie de photographies
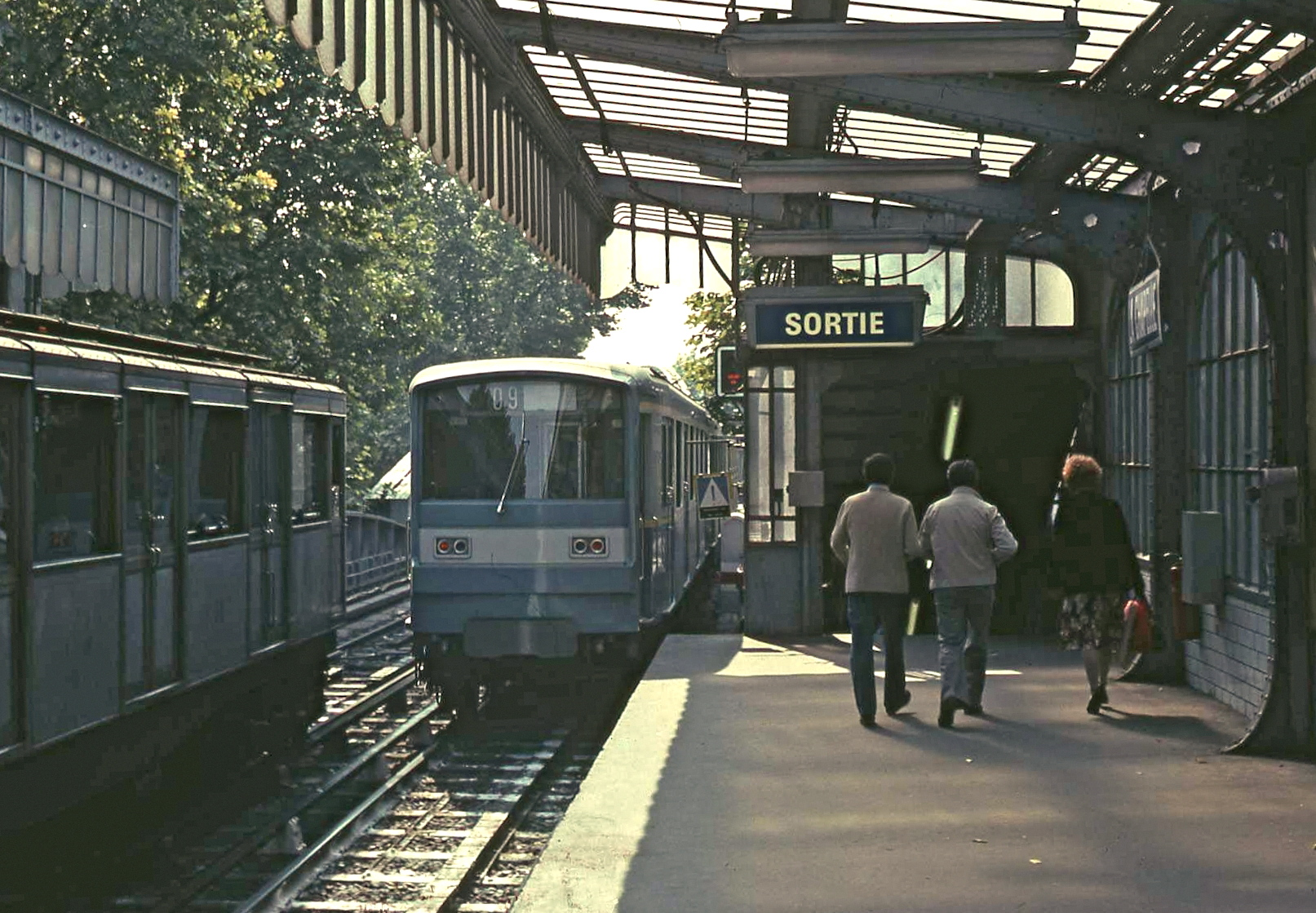
Rame MF 67D sur la ligne 2, à la station La Chapelle, en 1979.
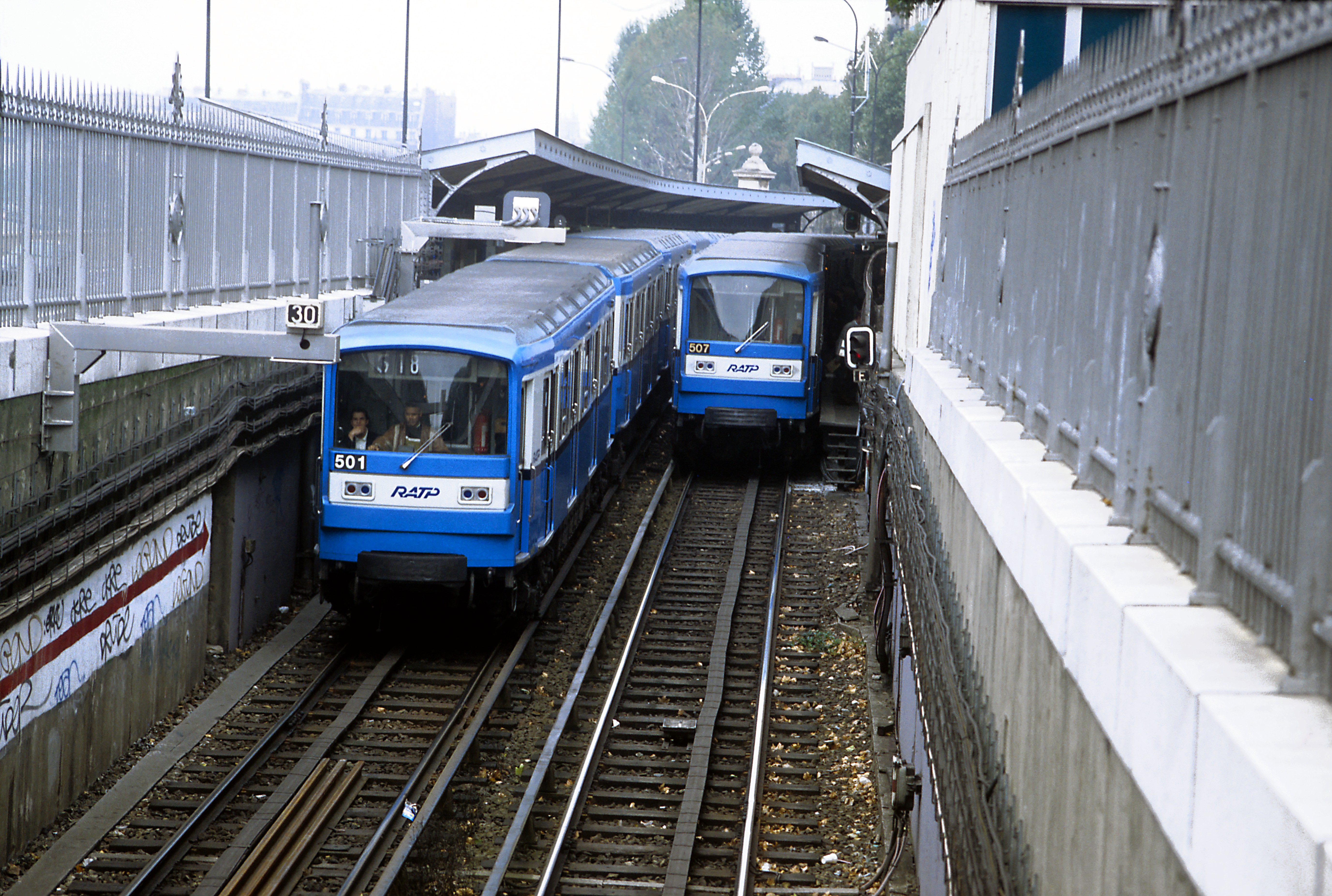
Rames en livrée bleu-roi à la station Quai de la Rapée, en 1992.
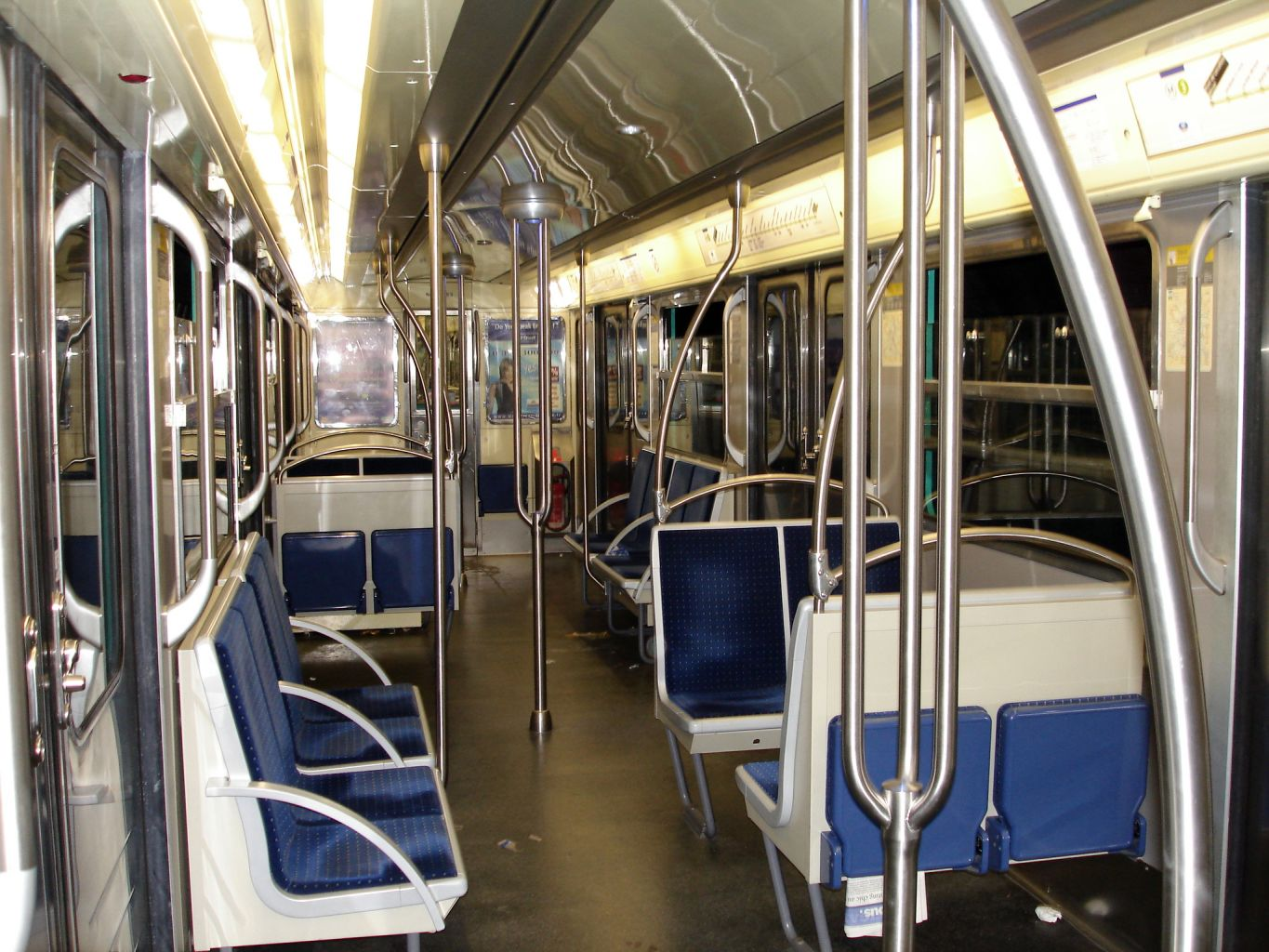
Dernière série de rénovations (ligne 3).

### Rames ou voitures MF 67 particulières
Certaines voitures (rarement des rames complètes) ont néanmoins une particularité. En effet, elles ont été l'objet de certaines modifications ou ont servi de prototypes à de nouvelles installations.
- 12001 ou W1 : Premier MF 67, dit W1, livré le 14 décembre 1967.

Identique aux MF 67 A1 (à adhérence totale donc), avec cependant une remorque supplémentaire qui servira à faire des essais à adhérence partielle numérotée B.14001. Cette rame circule toujours sur la ligne 3 et a été rénovée comme les autres rames.
- 12002 : Second MF 67, dit W2 et surnommé Zébulon, livré en mai 1968, à adhérence totale.

Une des principales particularités de ce train, est que toutes ses caisses sont en acier inoxydable ; tout comme pour la 12001 (ou W1), une remorque lui fut livrée d'origine, mais cette fois en acier inoxydable, également pour faire des essais à adhérence partielle. Après quelques essais, cette rame a rejoint le centre d'instruction USFRT où elle est restée jusqu'au début de 2011. Seule une motrice est désormais préservée ; c'était le seul MF 67 à posséder ces caractéristiques, à l'instar des fameuses rames automotrices dites p'tits gris de la SNCF (Z 5300, Z 6100).
- 12003 ou C2A : Avant-dernier prototype, dit C2A et surnommé Bonbonnière livré en 1974. Le surnom de Bonbonnière vient du fait que l’intérieur est dans les tons de rose.

Ce train qui était à adhérence totale à l'origine (M.10006-N.11006-NA.12003-N.11005-M.10005), vit deux de ses motrices, démotorisées (voir A.13073 et B.14159 plus loin dans l'article). Le A de « C2A » signifie que ses caisses sont en aluminium.
- 12004 ou C1A : Troisième prototype, dit C1A, livré en 1973, à adhérence totale. Comme l'ex-12003, le A signifie que ses caisses sont en aluminium (métal qui sera repris pour les MF 77 et les MF 88) et sa formation est également à adhérence totale. Elle a terminé sa carrière au centre d'instruction. Tout comme le prototype Zébulon, ce MF 67 a été également détruit en même temps.
- 12041 : Rame ayant eu ses faces d'extrémités noires[3] et était appelée 2 041. La rame a depuis eu ses faces d'extrémités repeintes en vert lors de son transfert sur la ligne 10 et est devenue 041. La rame est revenue en prêt sur la ligne 9 sous le nom de 2 041 tout en gardant ses faces vertes[4]. La rame est par la suite revenue sur la ligne 10 et a retrouvé son ancienne numérotation, la 041 (voir l'image plus bas).
- 12119 ou CS : Dernier train (d'origine) prototype, dit CS, livré en 1975.

Parmi les voitures de cette rame, l'une, la N.11226, est au fort de la Briche, aux confins de Saint-Denis et d'Épinay-sur-Seine et sert d'exercice aux sapeurs-pompiers, tandis qu'une seconde, la M.10226, qui se trouvait à l'École polytechnique RATP à Noisiel (Seine-et-Marne), a été détruite en 2011 à la suite d'un incendie.
- 13060 : MF 67 D, de formation 2, ayant servi au centre d'instruction et participé aux tests pour le futur système d'exploitation Ouragan (avec une livrée unique). Cette rame a été détruite en 2011.
- 13072 : MF 67 D, de formation 2, également du centre d'instruction avec la particularité de posséder la B.14002, provenant du Zébulon (voir plus haut MF 67 W2) toutefois repeinte.
- 13306 : MF 67 E, faces avant dépourvues du logo RATP : cette rame est aujourd'hui réformée.
- S.9167 : cette voiture identifiée auparavant M.10310 circulait sur la ligne 2, avec la rame 13305. Avant d'être renumérotée, la M.10310 a servi de prototype pour un test de transmission hydrostatique. À cet effet, elle a subi de nombreuses modifications, notamment la dépose de ses moteurs de traction et l'installation d'une chaudière alimentant de nouveaux moteurs. La présence de la chaudière et sa volumineuse tuyauterie au sein même du compartiment voyageurs a nécessité la neutralisation de ce dernier. À la suite de ce test infructueux, la motrice a été déséquipée et réhabilitée en remorque avec cabine de conduite. Elle a incorporé la rame 12128 sur la ligne 9 puis a circulé sur la ligne 12, avec la rame 12094 jusqu'à la réforme de cette dernière. La M.10414, alors de réserve, a remplacé la M.10310 de la rame 13305.
- N.11159 : cette voiture a été équipée d'une ventilation réfrigérée. La forme de la toiture s'est vue également différenciée avec une suppression des petites vitres latérales ; cette voiture est désormais réformée.
- N.11234 et NA.12128 : ces voitures ont vu leurs portes modifiées en guise de prototypes pour les futurs MF 77 ; incorporées dans la 12128 de la ligne 9, mais réformées depuis 2000.
- N.11227 : cette voiture possède des portes d'intercirculation d'aspect différent de celles des autres caisses avec des vitres aux angles arrondis, et fut équipée pendant un temps d'un hacheur de courant de marque Alstom, installation qui n'est dorénavant plus visible.
- A.13073 et B.14159 : l'ancienne rame prototype C2A, à adhérence totale, numérotée 12003 à l'origine, a vu deux de ses voitures démotorisées : sa NA (12003) est devenue la A.13073 et l'une des N (11005) est devenue la B.14159. Les voitures sont toujours sur cette même rame, aujourd'hui réformée, qui a circulé un temps sur la ligne 3, sans avoir bénéficié de la rénovation interne, puis sur la ligne 12 à l'occasion de son prolongement.
- B.14311 : voiture prototype (provenant de la rame 13311 qui circulait jadis sur la ligne 2) équipée de la ventilation réfrigérée. Cette remorque est réformée et est remplacée par la B.14340 (provenant de la rame 13340 réformée).

### Parc MF 67
Pour tous les MF 67 existants, peu importe le type, il existe des compositions différentes, appelées « formation », comportant de simples remorques ainsi que des motrices, constituées comme suit :
| Formation                  | Composition (motrice en gras) | Rames | Détail |
| -------------------------- | ----------------------------- | --- | --- |
| Formation 1 (I)            | M-B-NA-B-M                    | - 12001, 12011-12030, 12051-12072 (MF 67 D) | Une remorque entre chaque motrice. Uniquement sur la ligne . |
| Formation 2 (II)           | M-N-A-B-M                     | - 12002 (MF 67 W2 ou Zébulon)* - 12004 (MF 67 C1A)* - 13011-13059, 13062-13066, 13068, 13071-13073* (MF 67 D) - 13301-13356 (MF 67 E) - 13501-13551 (MF 67 F) | Deux remorques encadrées par deux motrices d'un côté et une de l'autre. Uniquement sur la ligne et à l'USFRT.                                                                              |
| Formation 3 (III)          | S-N-NA-N-S                    | - 12031-12042, 12044-12050, 12073-12118, 12120-12132 (MF 67 D)                                                                                                | Trois motrices encadrées par deux remorques de tête. Uniquement sur les lignes et . |
| Formation 4 (IV)           | M-N-NA-N-M                    | - 12043 (MF 67 A2) - 12119 (MF 67 CS) | Rame totalement équipée de motrices (adhérence totale). Composition d'origine. Aucune de ces rames ne sont encore en service aujourd'hui.                                                  |
| Formation 5 (V)            | M-N-A-M                       | - 13307, 13322-13324, 13328, 13352-13353, 13355, 13356 (MF 67 E)                                                                                              | Une remorque encadrée par trois motrices. Composition à quatre voitures jusqu'en 1994 sur la ligne . Toutes ces rames ont récupéré leur remorque manquante pour repasser à 5 voitures.     |
| Formation 6 (VI)           | M-B-M                         | - 14023, 14046, 14091-14093, 14142 (MF 67 D) | Une remorque encadrée par deux motrices. Composition à trois voitures uniquement sur la ligne .                                                                                            |
| Compositions particulières | M-N-B-A-M                     | - 13060 (MF 67 D) | Composition particulière de la rame 13060 (marquée 060) avec la remorque B.14001 placée en voiture centrale. Ex-USFRT et utilisée pour les essais du système OURAGAN à Porte de Charenton. |
| Compositions particulières | M-N-B-M                       | - 14326 (MF 67 E) | Composition particulière du Convoi d'Auteuil. |

* 12002, 12004, 13073 (ex-12003), sont des anciennes rames de pré-série ayant juste deux motrices (N & NA) dé-motorisées, devenues des remorques (B & A).
La numérotation des voitures est la suivante :
- A.13000 : 170 remorques centrales (A.13011 à A.13073, A.13301 à A.13356, A.13501 à A.13551) ;
- B.14000 : 256 remorques simples sans loge de conduite (B.14001 et B.14002, B.14011 à B.14159, B.14301 à B.14356, B.14501 à B.14551) ;
- M.10000 : 446 motrices avec loge de conduite (M.10001 à M.10008, M.10011 à M.10227, M.10301 à M.10414, M.10501 à M.10604) ;
- N.11000 : 341 motrices simples sans loge de conduite (N.11001 à N.11008, N.11011 à N.11234, N.11301 à N.11356, N.11501 à N.11551) ;
- NA.12000 : 126 motrices servant de voiture centrale (NA.12001 à NA.12004, NA.12011 à NA.12132) ;
- S.9000 : 157 remorques avec loge de conduite (S.9011 à S.9167).

Il a existé cependant quelques cas particuliers :
- M.10310, devenue S.9167 après avoir été démotorisée ;
- NA.12002 et N.11004, devenues A.12002 et B.11004 ;
- NA.12003 et N.11005, devenues A.13073 et B.14159 ;
- NA.12004 et N.11007, devenues A.12004 et B.11007 ;
- A.13061, A.13067 et A.13069, devenues B.14156, B.14157 et B.14158 ;
- N.11131 à N.11134, devenues NA.12129 à NA.12132 en 1974 ;
- N.11212, placée en motrice centrale, devenue NA.11212.

Certaines remorques sont équipées de graisseurs de voies ; les rames avec ces remorques portent un « G » à l'avant à côté du numéro de rame, pour « graisseuse ». Lesdites remorques sont toujours des « B » (pour les formations I, II et VI) ou des « S » (pour les formations III).
Les remorques graisseuses sont les suivantes : S.9014, S.9019, S.9029, S.9032, S.9053, S.9061 à S.9064, S.9066 à S.9070, S.9072, S.9089 à S.9091, S.9098, S.9113, S.9152, S.9161, S.9164 et S.9165, B.14020 et B.14021, B.14034, B.14037, B.14046 à B.14056, B.14059, B.14064 à B.14069, B.14092 à B.14094, B.14314 à B.14321, B.14323, B.14353, B.14502, B.14505, B.14510 à B.14516.

#### MF 67 D

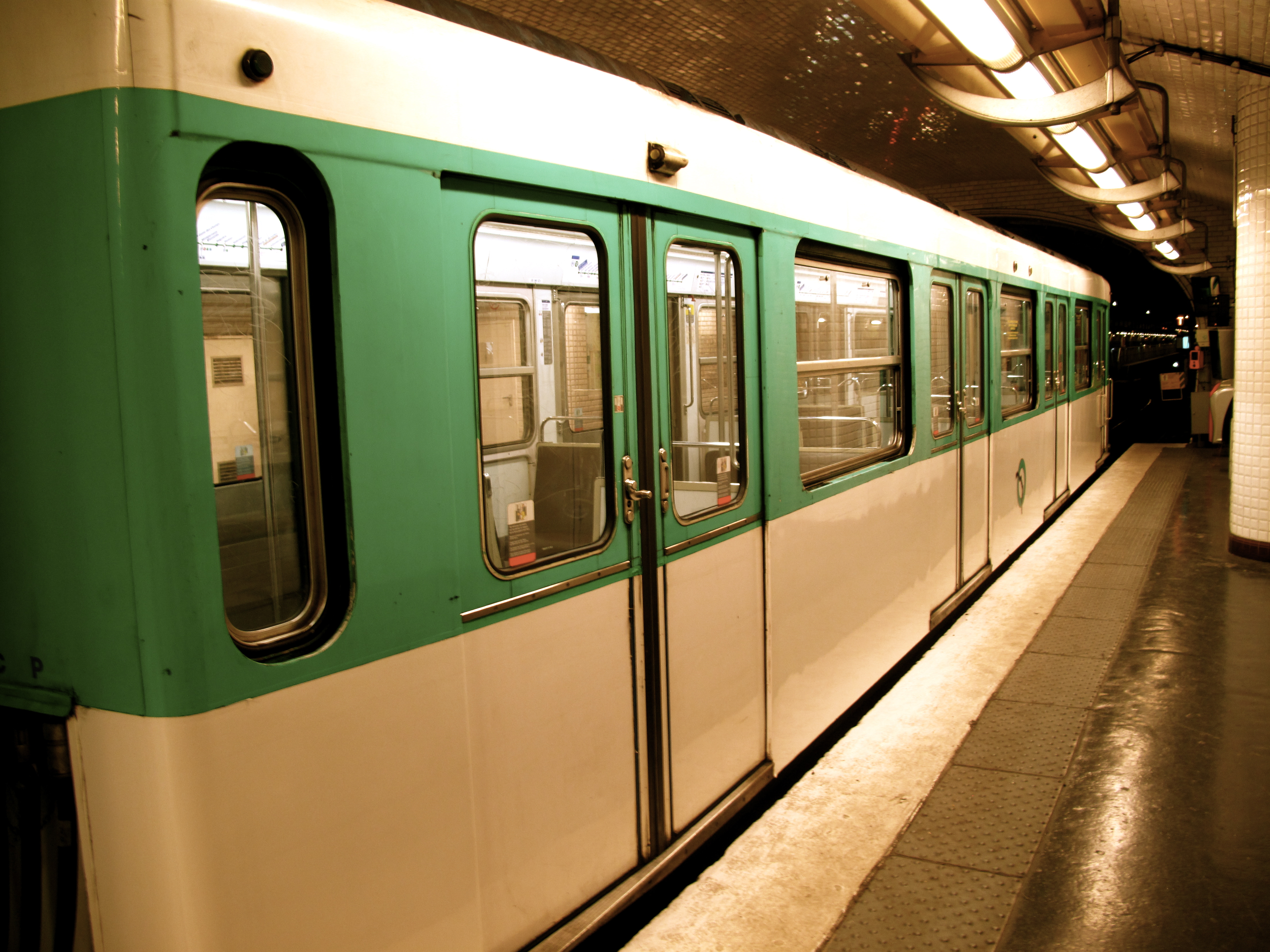
La rame MF 67 n° 13073 dite Bonbonnière après son arrivée sur la ligne 12, à la station Mairie d'Issy.

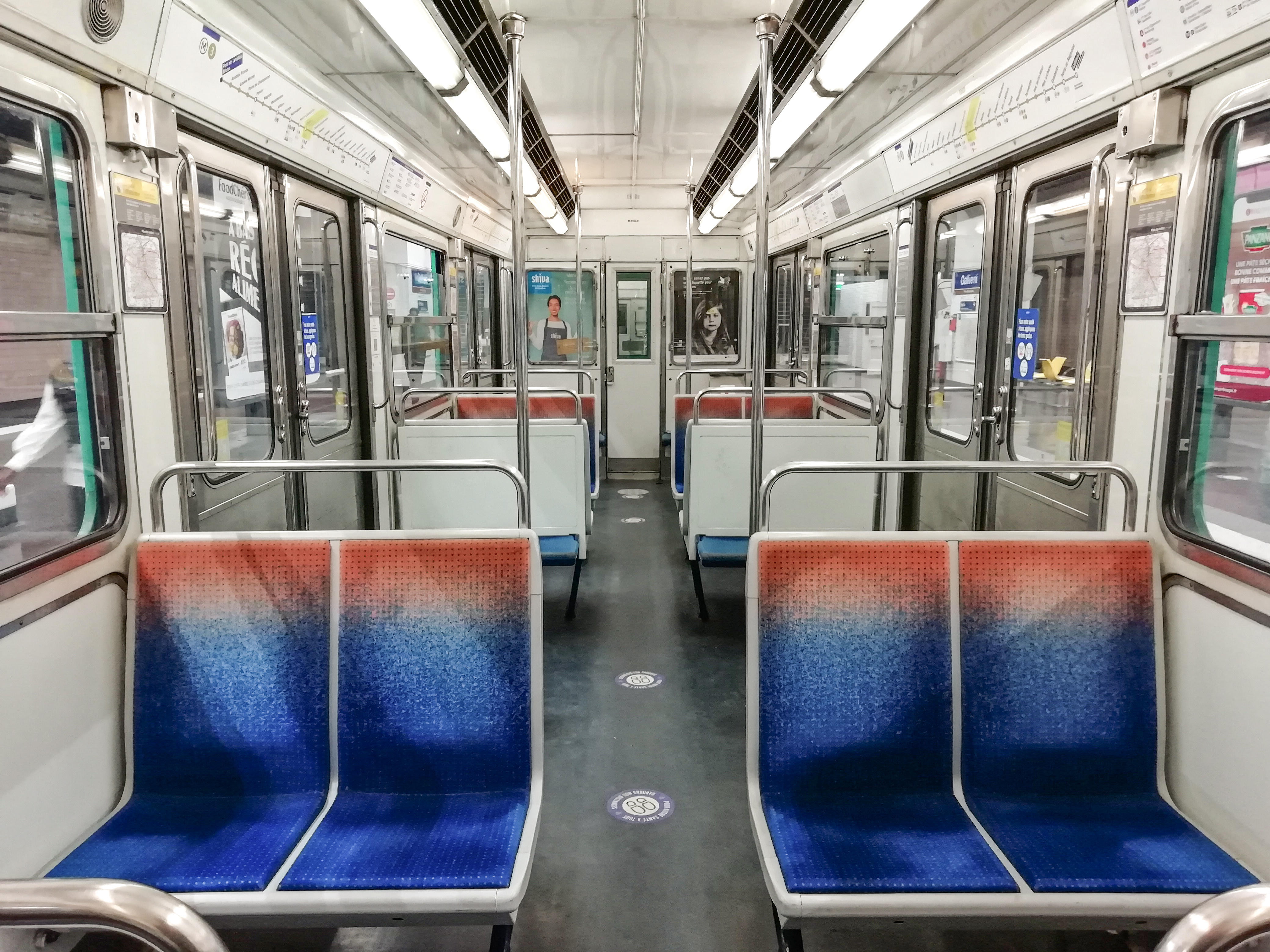
Intérieur de la rame n° 129 de la ligne 3, précédemment affectée à la ligne 12, dont elle a conservé les aménagements.

Il existe plusieurs types de rames MF 67 D qui se différencient les unes des autres, intérieurement et extérieurement.
Les rames de la ligne 3 ont subi une profonde rénovation en 2004-2007. Bien qu'elles soient les plus anciennes existantes, leur carrière pourrait continuer jusqu'à l'horizon 2028. Elles sont reconnaissables à leur intérieur assez caractéristique avec leurs sièges longitudinaux. Les rames 043 et 3 068 qui circulaient sur cette ligne avaient encore leur intérieur d'origine, de couleur jaune paille, avec des sièges en cuir. La rame 073 (ancienne 003) avait, quant à elle, des sièges en cuir et un intérieur saumon. Cette dernière a rejoint la ligne 12 après une restauration intérieure (elle est désormais désignée par le numéro 13073, pour la différencier de la 12073, numérotée 073, également en service sur la 12), tandis que la rame 043, seule rame à adhérence totale du réseau RATP, et la 3 068 ont été réformées à l'été 2012. En échange, la ligne 3 a récupéré les rames 129 et 130 provenant de la ligne 12, et qui, contrairement au restant des rames de cette ligne, sont et resteront dans leur état actuel (faces vertes, absence d'aménagement intérieur spécifique, sièges anti-lacération de type MP 73). Durant la modernisation des rames de la ligne 3, les rames 2 104 et 2 108 de la ligne 9 ont été affectées provisoirement sur cette ligne avant de revenir sur leur ligne d'origine en 2007.

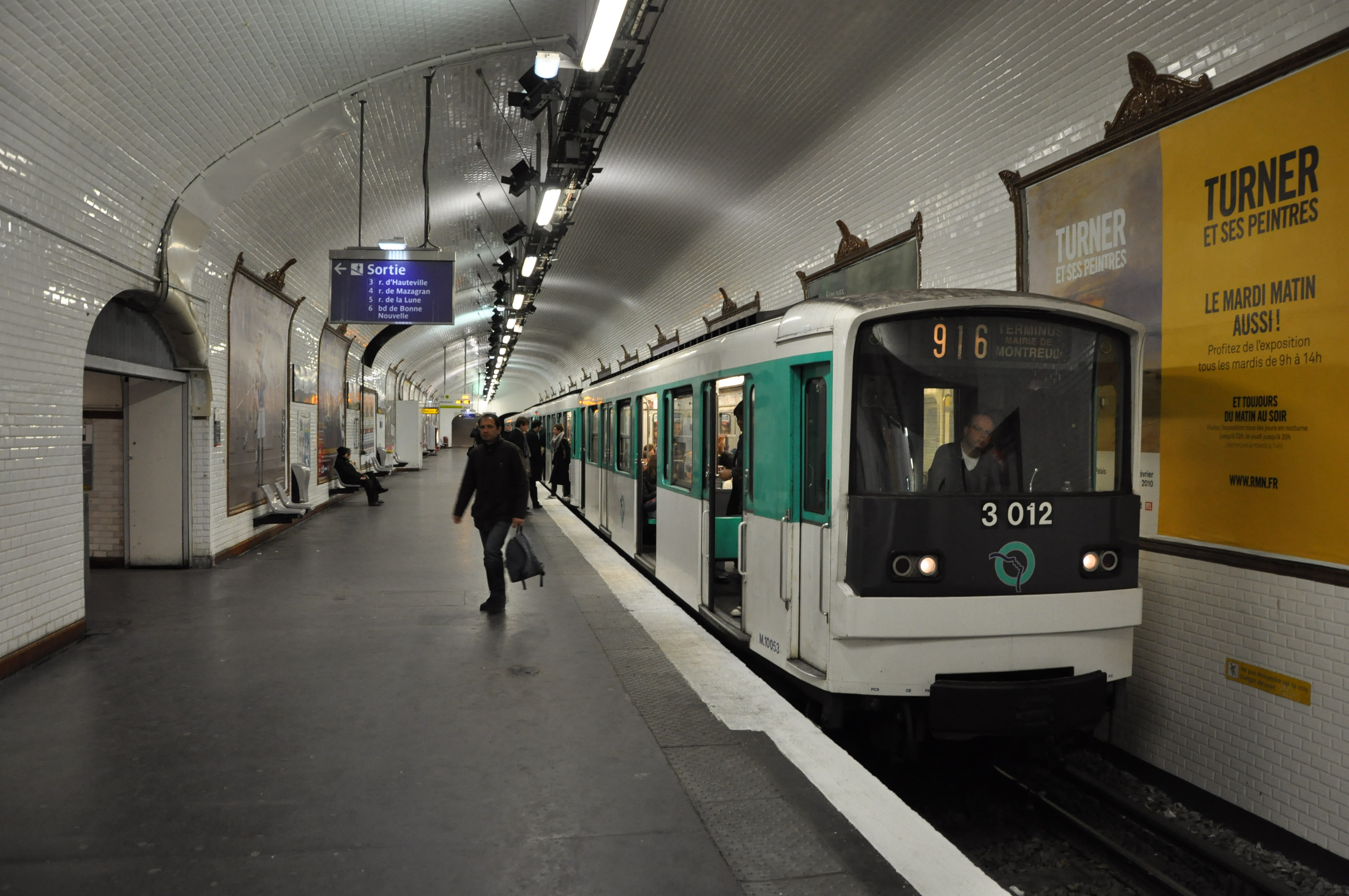
Rame MF 67 de la ligne 9 à la station Bonne-Nouvelle.

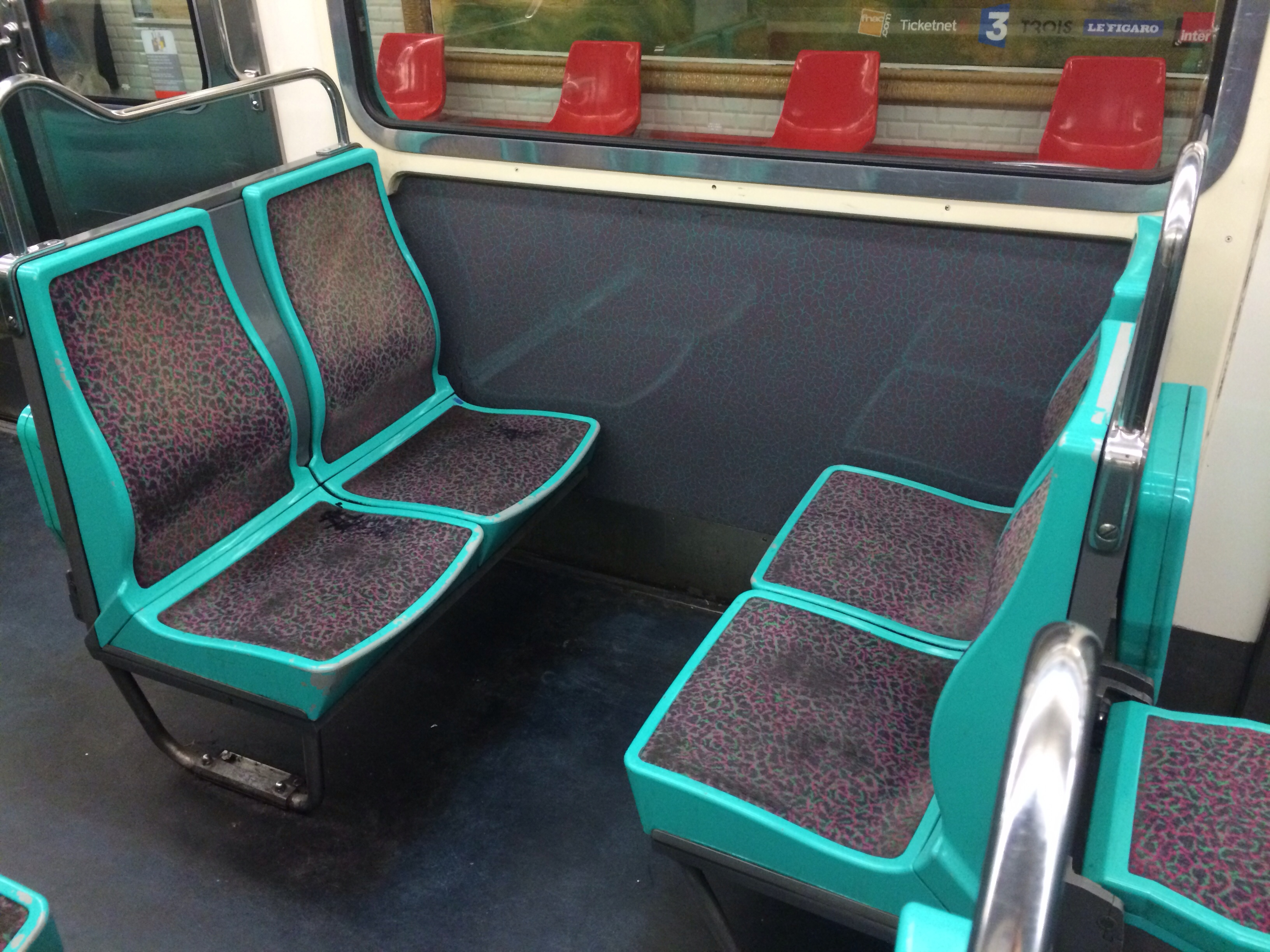
Intérieur d'un MF 67 rénové de la ligne 9, avant leur remplacement par des rames MF 01.

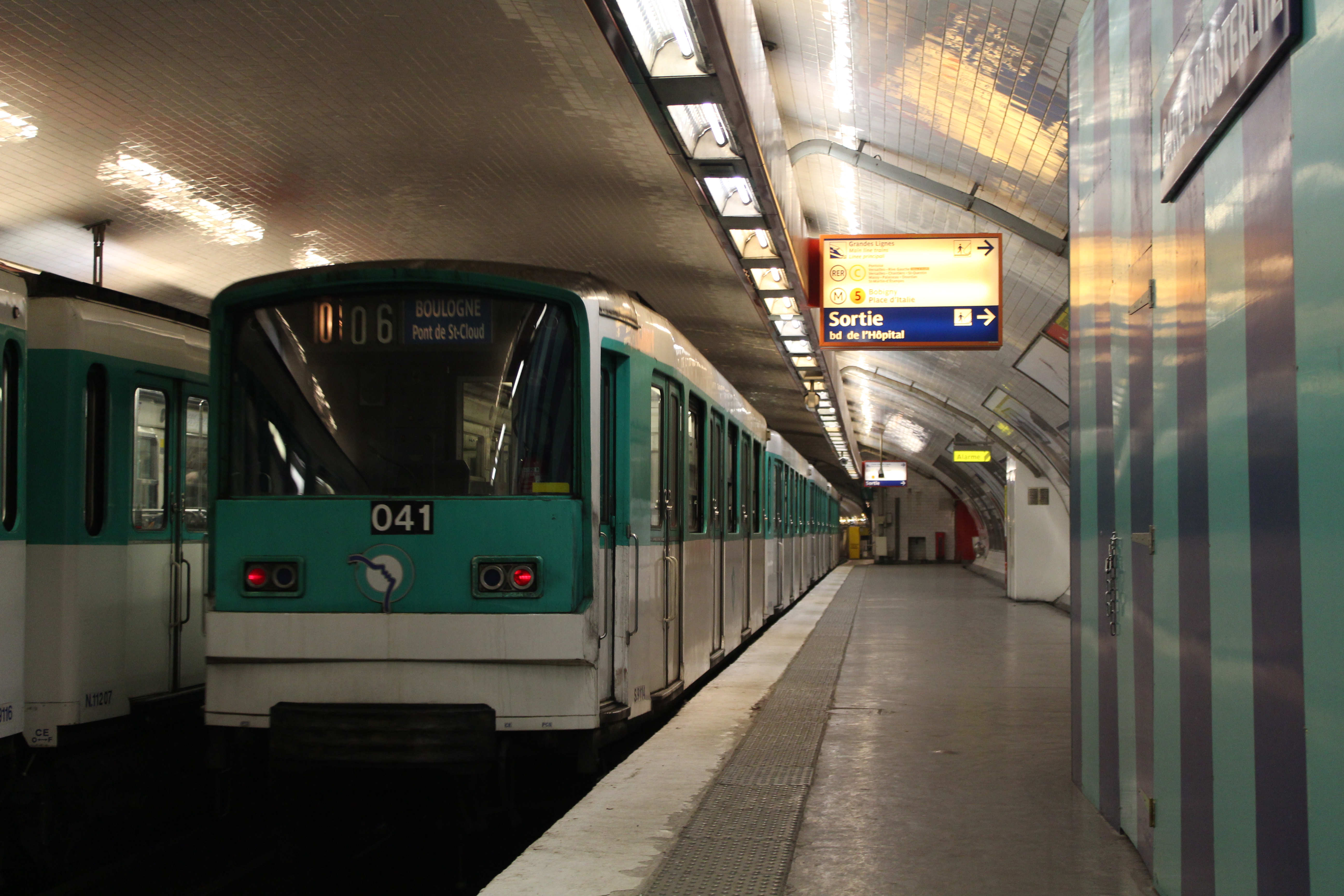
La rame MF 67 no 12041.

Les rames de la ligne 3 bis et celles originaires de la ligne 9 ont été rénovées en même temps, entre mai 1995 et 1998 ; elles sont reconnaissables à leurs sièges dits tape-cul (dont le revêtement est orné de motifs assortis aux parois et dont le dossier est légèrement bombé pour épouser la colonne vertébrale des personnes assises) proches de ceux des MP 59, ainsi que par leur face avant noire, comme celles de la ligne 3. Celles de la ligne 3 bis sont les seules du réseau à être en composition de trois voitures et ne disposent pas de strapontins du fait de la faible affluence de cette ligne. Celles de la ligne 9, en raison de l'arrivée de nouveaux MF 01 sur cette ligne, ont été mutées sur les lignes 10 et 12 et ont hérité à l'occasion des assises anti-lacération des rames qu'elles remplacent (à l'exception de certaines rames excédentaires qui bénéficient de sièges neufs du même modèle, ainsi que quelques éléments promis à la réforme), les anciens sièges ayant été jugés trop fragiles (en particulier les strapontins) pour être conservés. Toutefois, les rames 3 026, 3 033, 3 035 et G 3 056 ont été écartées du service voyageurs à la suite de leur retrait de la ligne 9 pour être affectées ultérieurement au centre d'instruction des conducteurs tandis que la rame 3 013, sans affectation, a été abandonnée dans la boucle de retournement Villiers.
Lors de la rénovation des trains de la ligne 9, la rame 074 de la ligne 10 (en février 2016, sur la ligne 12) fut temporairement affectée à cette ligne 9 et désignée alors par le numéro 2 074 afin d'harmoniser sa numérotation avec celle du restant des rames MF 67 de ladite ligne 9. Elle récupéra ensuite sa numérotation initiale.
Enfin, celles de la ligne 10 et de la ligne 12 avaient subi un léger rafraîchissement intérieur ; les parois furent pelliculées en blanc grisé et les banquettes en cuir remplacées par des assises anti-lacération de type MP 73 entre 2002 et 2004, de couleur bleue avec un filet orange. Hormis une quinzaine de rames toujours affectées à la ligne 10 et deux autres reversées à la ligne 3, elles sont aujourd'hui radiées, remplacées par celles de la ligne 9 (elles-mêmes chassées par de nouveaux MF 01) qui ont connu une rénovation un peu plus importante, et auxquelles elles ont cédé leurs sièges. La réforme a débuté fin 2013 avec l'arrivée de la rame 3 023 sur la ligne 12 et de la 2 041 (désormais numérotée 041) sur la ligne 10 et s'est achevée en décembre 2016 avec l'arrivée de la rame G3 024 et la réforme de la G117 le 3 janvier 2017.
Les rames 046, G047 et 077 qui étaient sur la ligne 10, ont été affectées sur la ligne 12 au début des années 2000, à la suite du départ des rames 131 et 132 sur la ligne 3. Fin 2012, les rames G033, 114 et 124 de la ligne 10 (ainsi que la 073 de la ligne 3) sont affectées à leur tour sur la ligne 12, à l'occasion de son prolongement à la station Front populaire le 18 décembre de cette même année. Ces trois derniers trains, contrairement au restant du parc de la ligne 12 voué à la réforme, ont été rapatriés sur la ligne 10 entre 2015 et 2016 et ont par la même occasion récupéré des voitures graisseuses (S.9061 en provenance de la rame G032 pour remplacer la S.9018 sur la rame 114, devenue G114, et S.9062 en provenance de la rame G083 pour remplacer la S.9088 sur la rame 124, devenue G124).

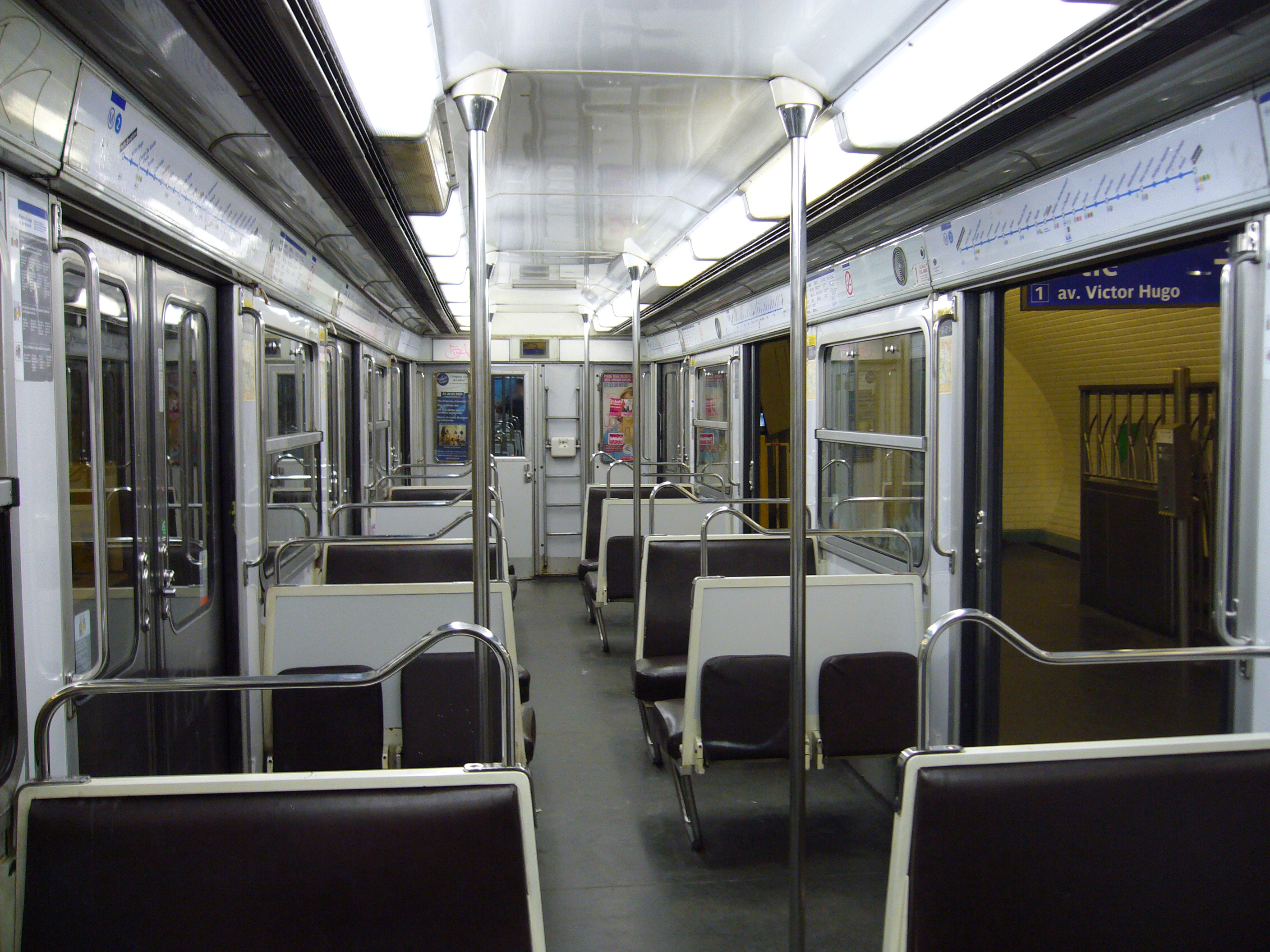
Intérieur d'un MF 67 non rénové (avec siège en cuir marron foncé, présent à l'origine aussi dans les MP 73 et les MP 59).

Début 2011, les rames pour le centre d'instruction des conducteurs, commençant à sévèrement accuser leur âge (elles avaient plus de quarante ans et n'ont jamais été rénovées), ont été remplacées par les rames MF 67 E nouvellement réformées de la ligne 2, qui sont plus jeunes mais qui ont également connu une petite rénovation intérieure. Le prototype Zébulon en acier inoxydable, ainsi que le prototype C1A avec ses caisses en aluminium, ont été détruits à l'été 2011 à l'exception de la M.10004 du prototype Zébulon, sauvegardée par la RATP et se trouvant dans sa réserve historique située à Villeneuve-Saint-Georges.

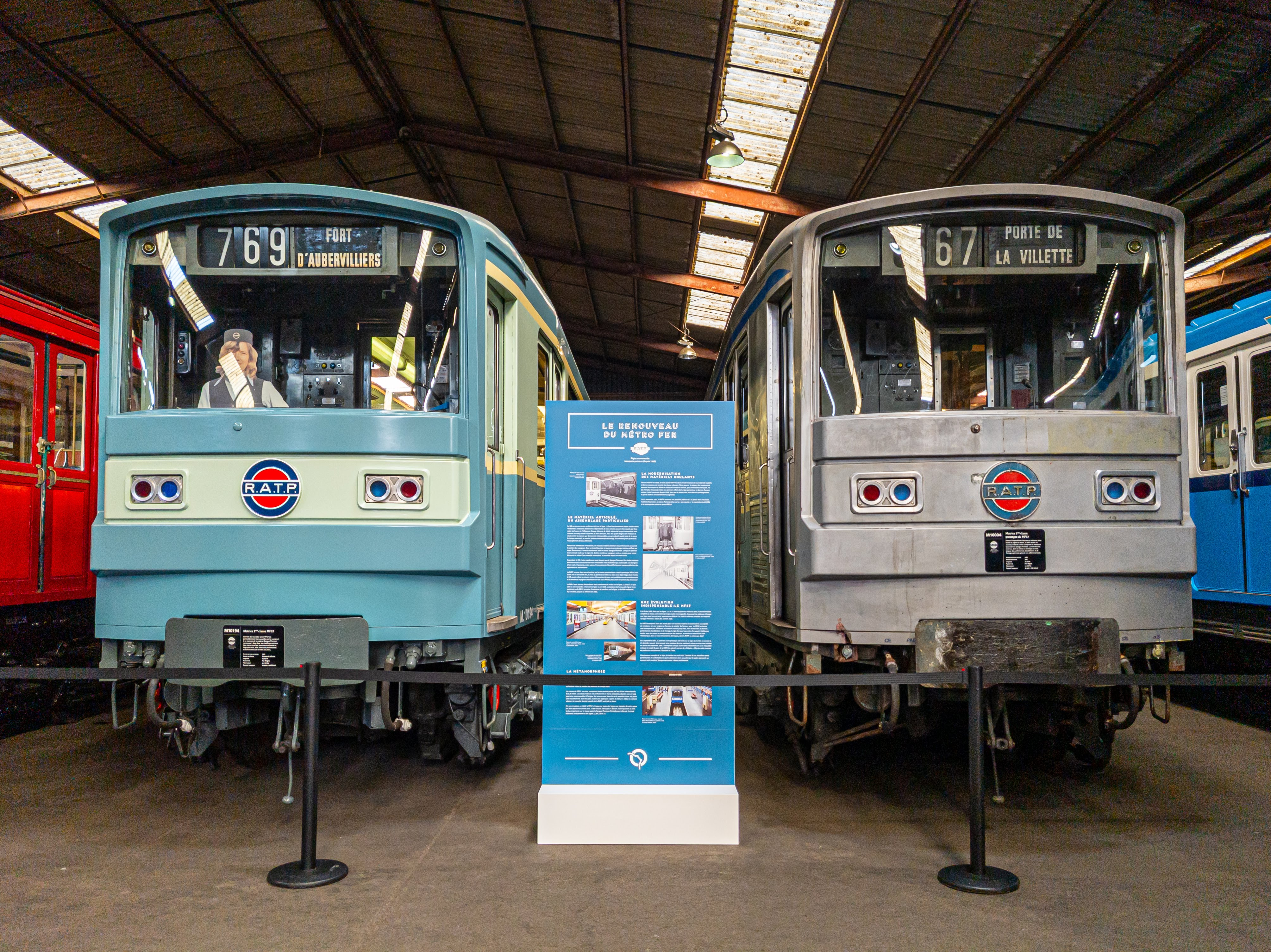
Motrices M.10194 (C2) et M.10004 (Zébulon) préservées dans la réserve de Villeneuve-Saint-Georges.

La rame 3 060 (marquée 060), après avoir été pendant plusieurs années au centre d'instruction des conducteurs, a été utilisée de 2006 à 2011 pour les essais OURAGAN à Porte de Charenton et a reçu un pelliculage spécifique « Train d'essai », comme la rame 3 072 (marquée 072) qui, elle, en revanche, a toujours été au centre d'instruction des conducteurs. Tout comme les deux autres trains d'instruction, ces deux rames ont été mises à la ferraille durant l'été 2011 à l'exception de la M.10194 de la rame 3 060 sauvegardée par la RATP, qui a pris soin de la repeindre dans sa livrée d'origine.
Sur la ligne 9, deux formations de rames MF 67 différentes cohabitaient, les formations III et les formations II, et, aujourd'hui encore, sont respectivement marquées 2... et 3 0.. Les rames numérotées 2... ont été transférées sur la ligne 10 pour y remplacer les MF 67 E, afin d'homogénéiser le parc de cette ligne en matériel de type D (la fiabilité du type E étant moindre que celle des séries antérieures). Les rames 3 0.. ont quant à elles été reversées à la ligne 12 afin d'y remplacer l'ensemble du parc de celle-ci, formé essentiellement de MF 67 A1 et C1 monomoteur, peu à l'aise sur cette ligne au tracé particulièrement tourmenté.
Sur la ligne 9, une rame en circulation voyageurs (2 128) avec des voitures particulières, appelée « le Tank », a circulé avec deux remorques d'extrémité simples (S.9130 et S.9167) et trois motrices spéciales : la N.11159 était équipée de la ventilation réfrigérée, possédant une toiture différente et dépourvue des petites vitres latérales, ainsi que les NA.12128 et N.11234 qui étaient équipées de portes louvoyantes reprises plus tard sur le MF 77. Retirée du service voyageurs au milieu des années 1990 et laissée à l'abandon, cette rame n'existe plus depuis 2001 ; seules les deux remorques S ont été redéployées sur d'autres rames.
Dans les années 1980 et jusqu'en 1995 environ, une rame MF 67 hybride, la rame 111, a circulé sur la ligne 5. Cette rame avait la composition M.10024-N.11169-NA.12111-N.11179-S.9042 et constituait le seul élément de formation mixte à adhérence sur quatre de ses voitures en service voyageurs.
Les M.10039 et M.10103 ont été échangés sur les rames 025G et 057 ce qui fait que la M.10039 qui était sur la 025G a été introduite sur la 057 et la M.10103 qui était sur la 057 a été introduite sur la 025G, changement non expliqué pour l'instant.
La M.10024, qui provenait de la rame 017, alors en service sur la ligne 3, était à ce moment-là remplacée par la M.10203 ; elle a finalement réintégré sa composition initiale au début des années 2000.
La rame 131 alors en circulation sur la ligne 12 a été endommagée lors de l'accident à la station Notre-Dame-de-Lorette le 30 août 2000 ; la remorque de tête (S.9099) a été réformée à cause de dommages trop importants. Le restant de cette rame (S.9159-N.11038-NA.12131-N.11126) a été placé en réserve avant que cette dernière soit redéployée sur la ligne 3 en récupérant la voiture S.9130, provenant de la rame Tank nouvellement réformée, et la N.11107 en remplacement de la N.11038 qui avait été gardée comme motrice de réserve, circulant occasionnellement sur d'autres rames.
Courant février 2014, il s'est produit une collision sur la ligne 10 entre le MF 67 D G050 et le MF 67 E 334. Il avait été envisagé au départ de réformer les voitures S.9091 et N.11224 de la rame G050 (impliquées dans la collision), et de remettre les voitures restantes en état. Finalement, la totalité de la rame a été réformée en raison de la casse des chapes d'attelage due à la collision.
Les rames 3 061, 3 067 et 3 069 n'existent plus en raison de la renumérotation des remorques centrales A.13061, A.13067 et A.13069 en B.14156, B.14157 et B.14158.
Le numéro de rame 3 070 n'a pas été attribué ; la voiture A.13070 a servi comme source de pièces détachées aux autres rames de formation II, notamment pour la rame surnommée Bonbonnière lors de sa transformation en rame 13073 en 1992.
En septembre 2015, à la suite d'un incendie de sa motrice NA, la rame 099 a été réformée,.
La rame 2 088 a été réformée en juillet 2017 à la suite du transfert de la motrice NA.12088 sur la rame 096. Les quatre voitures restantes devenues excédentaires ainsi que la NA.12096, qui a été accidentée, ont été mises à la ferraille fin 2017. Toutefois, cette rame est toujours désignée par le numéro 096 malgré son changement de voiture centrale, ce qui constitue un cas unique à la RATP.
En 2018, les MF 67 des lignes 3 bis et quelques rames de la ligne 12 reçoivent un pelliculage gris clair sur la face intérieure des vantaux des portes, perdant alors leur aspect chrome, à l'instar de divers autres matériels du réseau.
À partir de 2024, les sièges des MP 73 réformés de la ligne 6, de couleur verte avec un filet jaune et rehoussés en 2018, sont récupérés afin de remplacer les assises les plus usées des MF 67 de la ligne 12, les autres ayant vu leur sellerie bleue et orange renouvelée à l'identique.

#### MF 67 E
Cette série de 56 rames et deux motrices de réserve (M.10413 et M.10414) est livrée de 1975 à 1976. Contrairement aux autres MF 67, la série inaugure la nouvelle livrée bleu roi, apparue en 1974 avec l'arrivée des rames MP 73, qui sera par la suite utilisée sur l'ultime série des MF 67, les MF 67 F. Cette série se distingue également par l'apparition d'un dispositif de variation de vitesse et d'alimentation des moteurs de traction ; il s'agit d'un système de traction-freinage à récupération d'énergie.
Les motrices de réserve ont été par la suite déployées respectivement sur les rames 349 (en remplacement de la voiture M.10397 hors service en 2000) et 305 (en remplacement de la voiture M.10310 qui a été démotorisée et renumérotée S.9167).
D'abord présentes partiellement à l'origine sur la ligne 13 jusqu'en 1978 et sur la ligne 8 jusqu'en 1981, elles ont par la suite été transférées sur les lignes 2 et 7 bis  en raison de l'apparition de la nouvelle série de rames MF 77 sur la ligne 13 en 1978. La ligne 8 reçoit aussi les nouvelles rames MF 77 dès le 1er juillet 1980, entrainant une mutation progressive des MF 67 E entre Juillet 1980 et décembre 1981.
À partir de 1981, neuf rames MF 67 E (307, 322, 323, 324, 328, 352, 353, 355 et 356) ont circulé sur la ligne 7 bis. Ces dernières possédaient des sièges uniques colorés en bleu et noir, qui ont préfiguré, entre autres, ceux des MP 59 et des MF 67 des lignes 3 bis et 9, rénovés dans les années 1990. En raison de la faible fréquence de la ligne 7 bis, ses rames avaient la particularité d'être en composition à quatre caisses (en formation IV) et n'avaient pas d'essuie-glaces sur les faces avant en raison du caractère entièrement souterrain, les remorques B étant stockées en tant que voitures de réserve. Les rames de cette ligne étaient composées comme suit :
| Numéro | Composition                     |
| ------ | ------------------------------- |
| 307    | M.10314-N.11307-A.13307-M.10313 |
| 322    | M.10344-N.11322-A.13322-M.10343 |
| 323    | M.10346-N.11323-A.13323-M.10345 |
| 324    | M.10348-N.11324-A.13324-M.10347 |
| 328    | M.10356-N.11328-A.13328-M.10334 |
| 352    | M.10404-N.11352-A.13352-M.10403 |
| 353    | M.10406-N.11353-A.13353-M.10405 |
| 355    | M.10410-N.11355-A.13355-M.10409 |
| 356    | M.10412-N.11356-A.13356-M.10411 |

À partir de 1992, le MF 88 fait son apparition et provoque le transfert progressif de la quasi-totalité des rames (à l'exception des 307 et 328 qui rejoignent alors le parc de la ligne 2), rééquipées pour l'occasion de leur voiture B jusque-là en réserve, vers la ligne 10 jusqu'en 1994. Le transfert de ces dernières permet de réformer totalement les dernières rames des MA 51, qui disparaissent de cette ligne le 15 juin 1994.
À partir de novembre 2008 et jusqu'à juillet 2011, les rames MF 67 E, dont l'exploitation avait débuté sur la ligne 2 en 1979, sont progressivement réformées de cette ligne. La première rame réformée est la no 313 et la dernière est la no 318G. Les rames graisseuses sont les dernières à être réformées.
Sept rames MF 67 E (311, 314G, 320G, 331, 340, 341 et 349) avaient été transférés à l'unité spécialisée en formation et réglementation du transport (USFRT), permettant la réforme des rames MF 67 D très vétustes et qui n'ont jamais été rénovées. Cependant, la rame 340 a été rapidement réformée et la rame 320G a été transférée sur la ligne 10 en avril 2013, avant d'être réformée au mois de novembre suivant, comme l'ont été par la suite tous les MF 67 E de cette ligne du fait de l'arrivée des MF 67 D n° 2... de la ligne 9 sur celle-ci.
Deux rames (346 et 347) ont été transférées en septembre 2008 sur la ligne 10, après remise à niveau, pour répondre aux normes de la ligne (retrait du pilotage automatique, dépose des essuie-glaces, etc.). La première a été rénovée intérieurement tandis que la seconde disposait de son intérieur d'origine, avant d'être réformée en janvier 2014. La rame 317G, qui était utilisée auparavant hors service voyageurs pour le graissage des voies, n'a pas été réformée mais mise en réserve, avant d'être à son tour transférée sur la ligne 10 en décembre 2012 pour être finalement réformée définitivement le 5 juin 2014.
Quatre voitures (trois motrices et une remorque) ont été prélevées des rames 302, 310, 319G et 326 pour composer la rame dite « Convoi d'Auteuil » (M.10320-N.11302-B.14326-M.10338), qui est un train servant à l'acheminement du matériel dans le cas de travaux, provoquant la réforme des derniers tracteurs Sprague T.241 et T.243 qui étaient alors en service. Ce dernier a reçu une livrée spécifique marron/jaune propre aux trains de travaux de la RATP. L’ouverture de l’atelier de Boulogne a définitivement mis un terme au convoi. Ainsi, cette rame a été transférée à l'atelier de la Villette le 17 mai 2017 pour être radiée définitivement en octobre 2018.
La réforme de la série E est achevée, pour l'essentiel, fin juin 2016, avec le retrait du service commercial du dernier élément en circulation sur la ligne 10 (la rame G353), ce qui a pour effet de mettre un terme définitivement à l'exploitation commerciale de cette série. Seuls demeurent encore les MF 67 de l'USFRT à partir de cette date (outre le « Convoi d'Auteuil »), jusqu'à leur réforme à partir de l'été 2017 à la suite de l'arrivée au centre d'instruction de l'excédent de rames n°3 0.. de la ligne 9 n'ayant pas rejoint la ligne 12.
Ainsi, cette série est la deuxième à être réformée en totalité, après la série F. Il subsiste toutefois des bogies de type E sur de nombreuses rames de série A/D qui n'en possédaient pas à l'origine.

#### MF 67 F

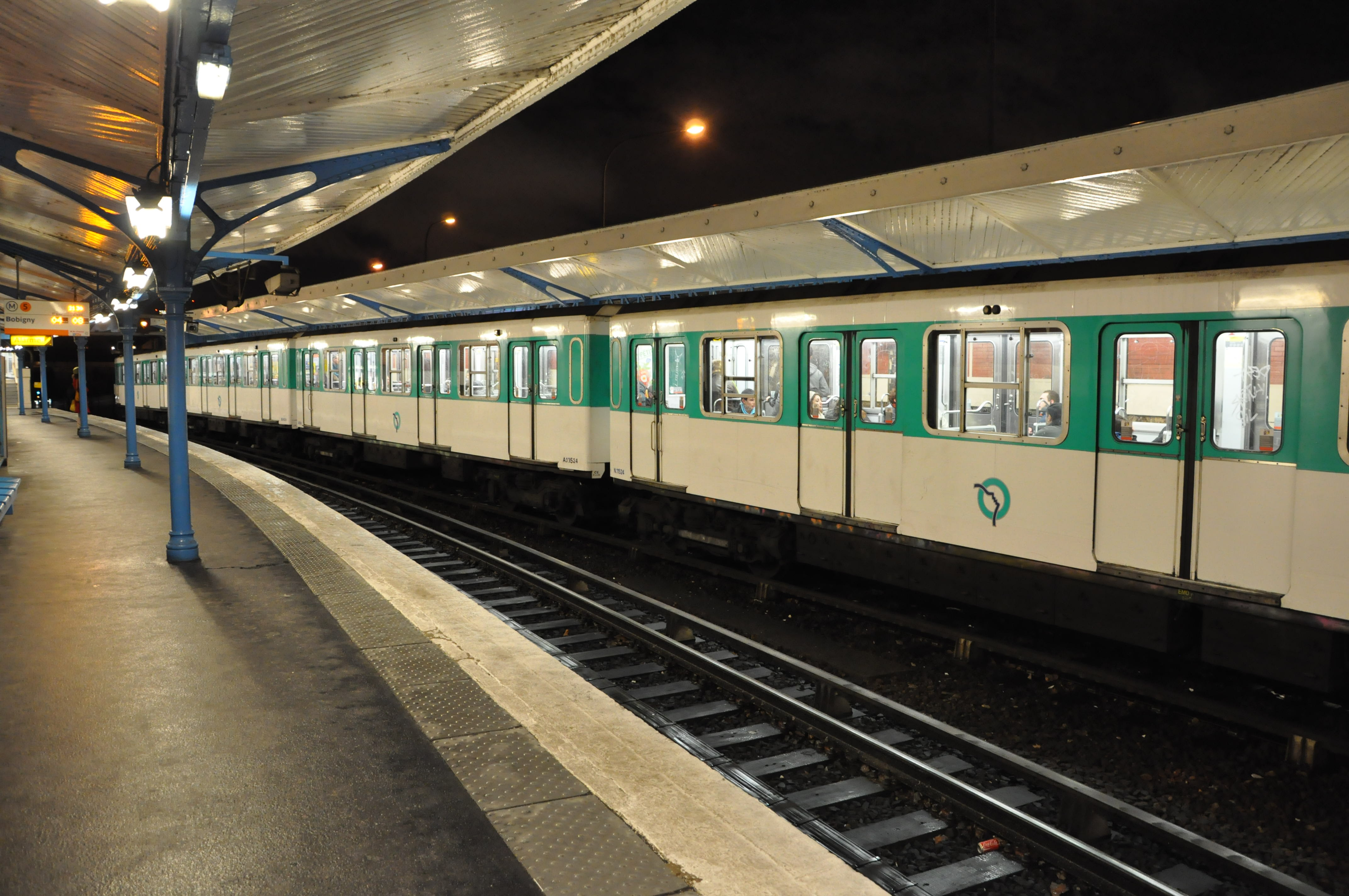
Rame MF 67 F no 524 sur la ligne 5, en 2010, à la station
Quai de la Rapée.

Cette série de 51 rames et deux motrices de réserve (M.10603 et M.10604), apparue en 1976 et dont la livraison se poursuivra jusqu'en 1978, se démarque notamment par des bogies similaires à ceux des MF 77 et par la ventilation forcée dans les rames ; en outre, le plafond des voitures (ventilation et rampes d’éclairage) est très différent des autres séries. Il s'agira de l'ultime série de MF 67 livrée.
En 1987, en raison d'importants problèmes d'infiltration d'eau au niveau des vitres lors du lavage des rames et lors des intempéries, la totalité des vitres des MF 67 F au niveau des banquettes ont été remplacées par un modèle renforcé, en forme de « H », tandis que celles d'extrémité sont, quant à elles, condamnées.
Après un début d'utilisation sur la ligne 13, les rames MF 67 F sont affectées sur la ligne 7 dès 1978. Sur les 51 rames, onze ont été affectées provisoirement sur la ligne 7 bis entre 1980 et 1981 avant d'être remplacés par les dix rames MF 67 E en provenance des lignes 8 et 13. Les rames MF 67 F ont circulé sur la ligne 7 concurremment avec les derniers MF 67 D et les premiers MF 77, avant d'être affectées sur la ligne 5 dès le début des années 1980 à la suite de la réception des nouvelles rames MF 77 sur les lignes 7 et 13 et la récupération de dix rames MF 67 E provenance des lignes 8 et 13 sur la ligne 7 bis. Certaines rames MF 67 F ont continué à circuler sur la ligne 7 jusqu'en 1986. Depuis 1993 et jusqu'à 2013, la ligne 5 était exploitée exclusivement avec des rames MF 67 F, après le départ des derniers MF 67 D sur la ligne 10.
Les premières réformes ont commencé par la radiation des rames 532 et 535 en juin 2011. Elles se sont poursuivies progressivement, au fur et à mesure de la réception des nouvelles rames MF 01 destinées à la ligne 5, qui s'est achevée en mai 2013. Certaines voitures issues de rames réformées ont pu être placées sur d'autres rames, afin d'envoyer leurs éléments les plus fatigués à la ferraille, en attendant leur réforme prochaine. La rame 510G a été réformée en mai 2009 à la suite d'un accident qu'elle a subi sur les voies d'accès aux ateliers de Bobigny. La rame 511G fut la dernière rame à circuler, la totalité de la série étant réformée le 5 mars 2014, ce qui met fin à l'exploitation commerciale de cette série.
Les rames graisseuses sont les dernières à être réformées et cette série de MF 67 est ainsi la première à être réformée en totalité.

## Particularités de certaines rames
- En 1982, un incident arriva à quelques trains MF 67 F et D de la ligne 5. Le chantier des travaux du prolongement de la ligne 5 à Bobigny fit pénétrer dans l'enceinte des voies en tiroir du terminus d'Église de Pantin de la 5, et jusqu'à la station même, les eaux d'un violent orage qui était survenu à cet endroit-là. Cela eut pour conséquence l'inondation de neuf trains MF 67, rendus temporairement inutilisables. Les Sprague-Thomson de la ligne 5, qui étaient alors en pleine réforme, furent rappelés dans l'urgence pour assurer le service. C'est pourquoi les MF 67 F endommagés à cette époque-là ont le châssis extrêmement fatigué. Quant aux MF 67 D présents à ce moment-là, ils sont dans un état semblable, et ne fréquentent plus la ligne 5 depuis 1993, la laissant aux MF 67 F.
- Directement dérivée du prototype CIMT d'origine monomoteur du MF 67 (MF 67 W1), une remorque (la B.14001) fut équipée dans les années 1970 d'un intérieur prototype au MF 77. La caisse de cette remorque réutilise toutefois la même caisse CIMT que les motrices A1 C1 monomoteurs, avec les mêmes bogies Düwag, toutefois démotorisés et sans frotteur.

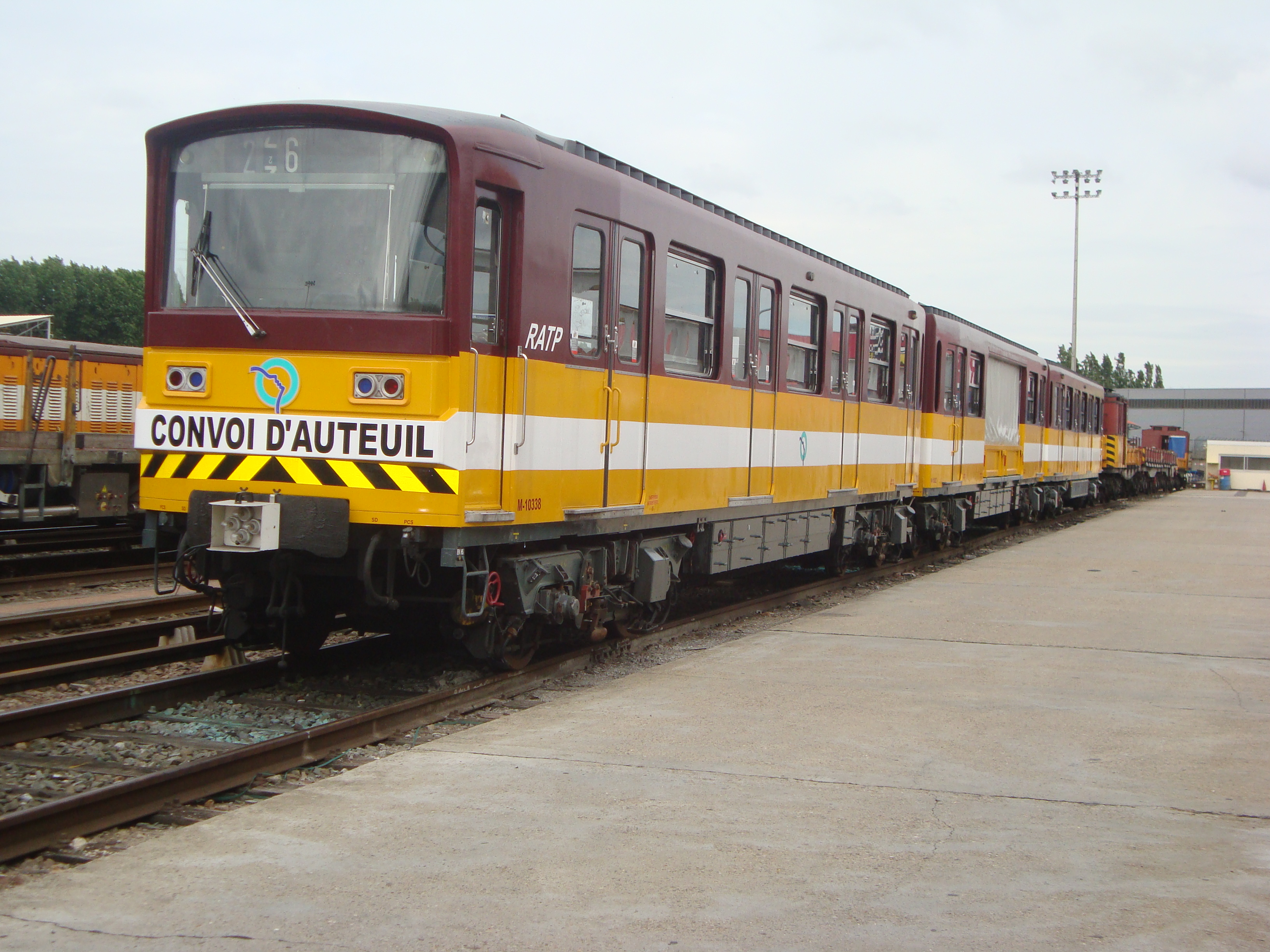
Le convoi d'Auteuil.

- Les MF 67 monomoteurs A1 et C1 (circulant actuellement sur la ligne 3) sont reconnaissables à leur caisse relativement différente de la caisse des séries A2, C2 et E (gouttière latérale sur les monomoteurs, au-dessus des fenêtres avec lanterneau, s'arrêtant avant la fin du bout extrême de la caisse au niveau de l'intercirculation, dans le même style que la toiture des MP 55, MP 59, MP 73) ainsi qu'à leur crissement particulier au freinage. Une caractéristique typique du style de fabrication CIMT, quant aux bimoteurs, réside dans la toiture qui remonte plus haut, mais avec un lanterneau plus discret, légèrement dissimulé dans la carrosserie de la toiture du chaudron, lequel lanterneau continue jusqu'à l'extrême limite du chaudron au niveau de l'intercirculation. Les MF 67 E furent fabriqués par la CIMT. Toutefois, le chaudron de la série F est tiré du chaudron de type E, mais avec des modifications pour l'appareillage de la ventilation mécanique.
- Dans les années 1980, les bogies ANF des bimoteurs connurent de très gros problèmes de corrosion : certains trous mesuraient la taille d'une pièce d’un franc. Devant ce problème récurrent, la RATP décida de commander de nouveaux bogies à Creusot-Loire et Alsthom : les CL121. Il reste malgré tout quelques voitures avec des bogies ANF d'origine (exemples : N.11317 et M.10333, de la ligne 10). On reconnaît ces nouveaux bogies grâce à leur forme particulière rappelant la forme des bogies Fiat des voitures VSE SNCF, alors que les bogies ANF avaient le châssis plat. Quant aux monomoteurs, il ne connurent aucun problème, car les bogies DÜWAG, qui équipaient déjà le métro de Berlin, étaient d'une solidité exemplaire.
- La RATP utilisait une rame de MF 67, nommée « Convoi d'Auteuil » et formée de quatre éléments (M.10320-N.11302-B.14326-M.10338), pour approvisionner l'atelier d'Auteuil depuis celui de Vaugirard ; cette rame était aux couleurs des véhicules de maintenance des infrastructures (VMI).
- La rame 016 fut utilisée au cinéma dans le film Les Rois mages.

## Caractéristiques techniques

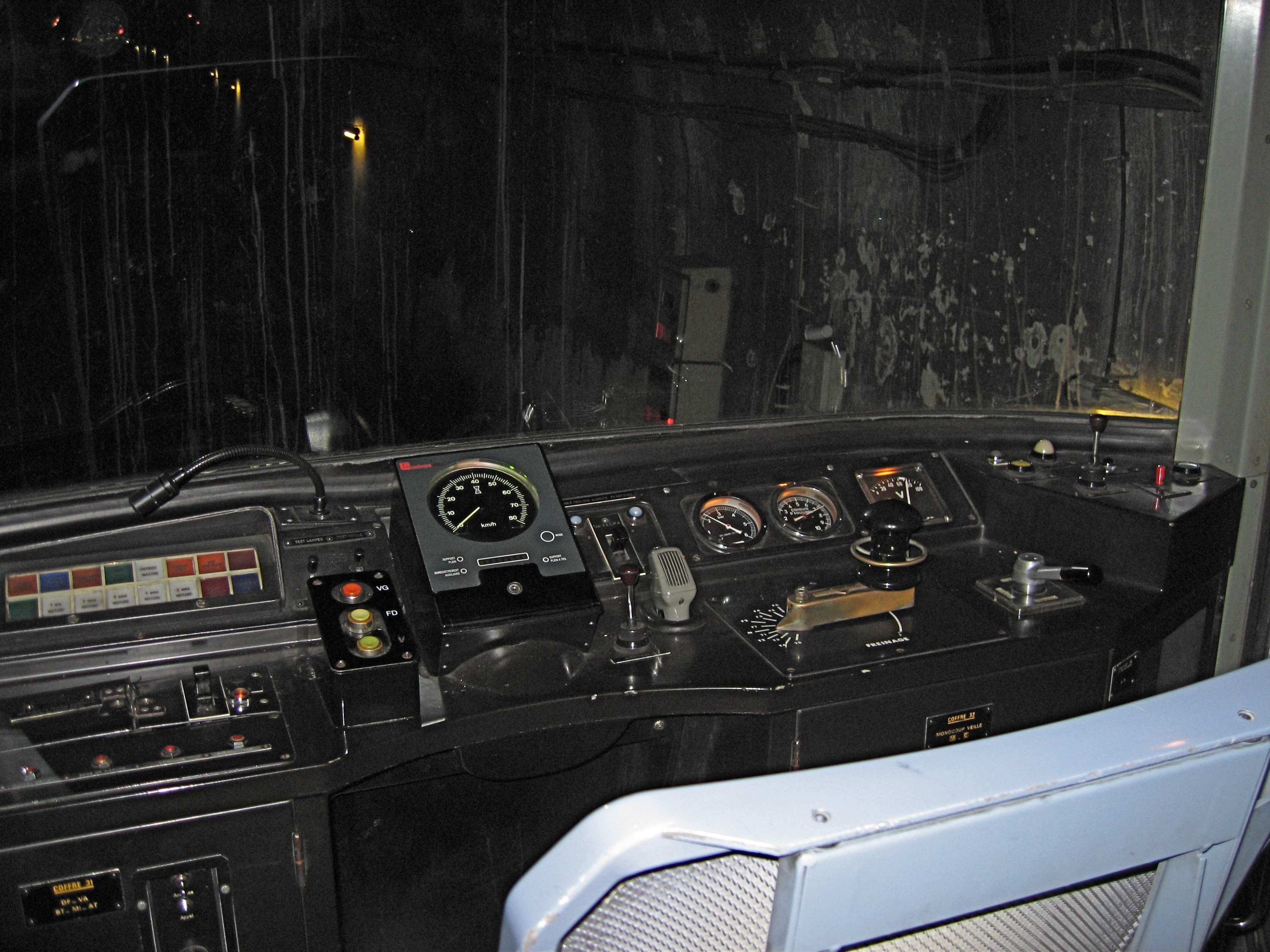
La cabine de conduite d'un MF 67.

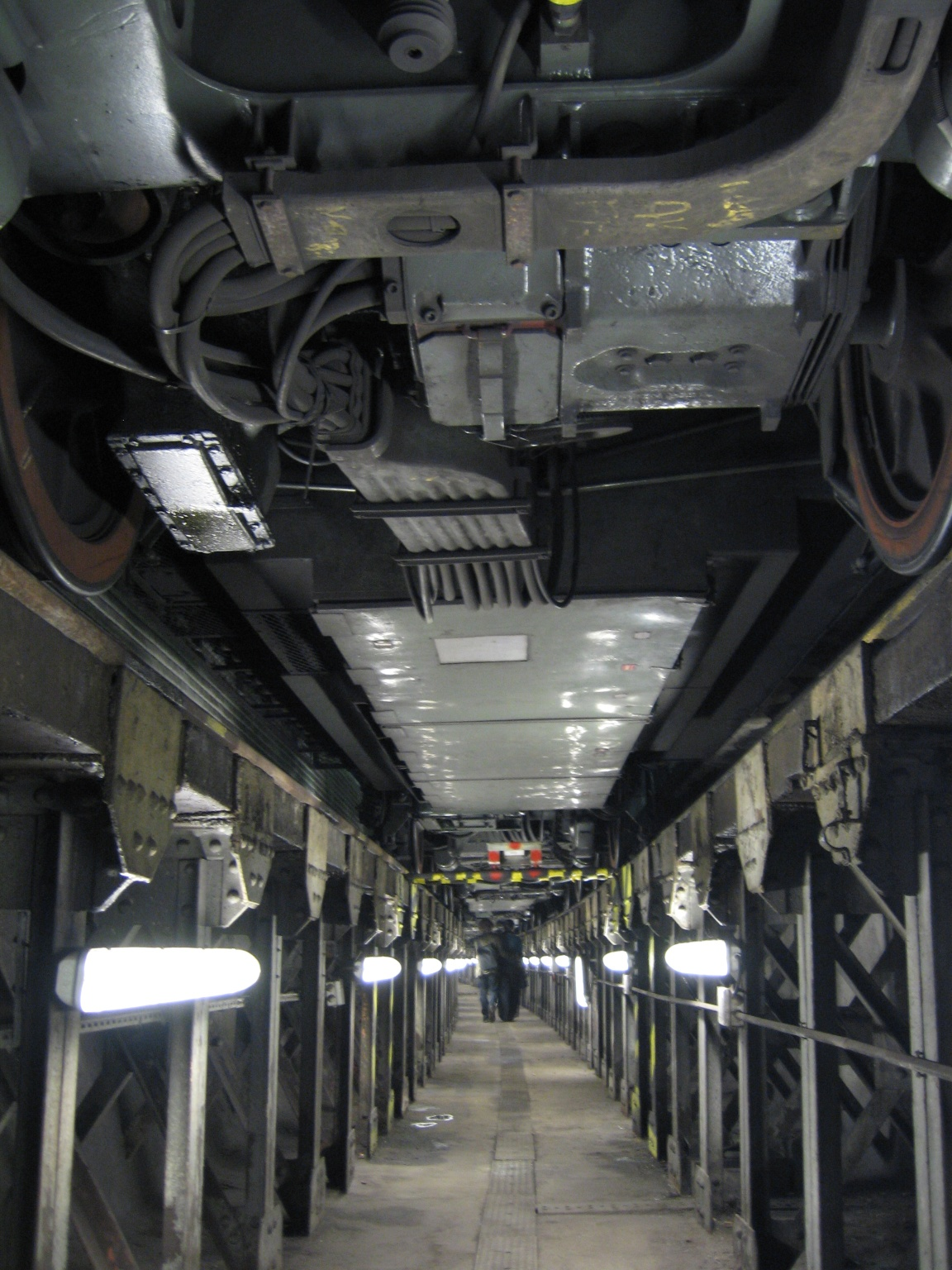
Un MF 67 dans une fosse, vu du dessous.

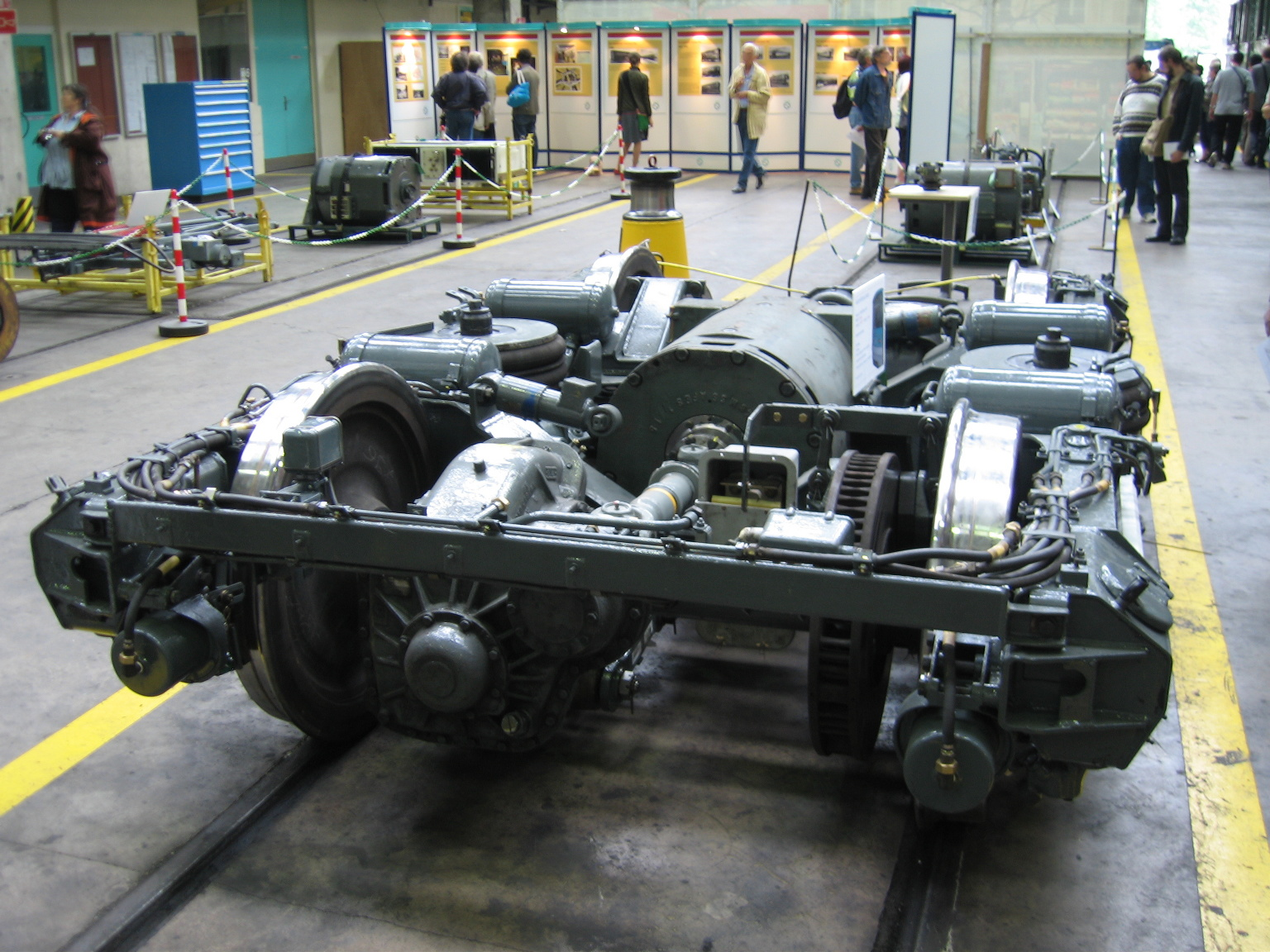
Un bogie de MF 67.

- Nombre de voitures livrées : 1 483
- Configuration (M : motrice avec loge de conduite ; N : motrice sans loge ; NA :  motrice centrale ancienne 1re classe ; A : remorque centrale ancienne 1re classe ; B : remorque sans loge ; S : remorque avec loge) :
  - 5 voitures (M + B + NA +B + M, M + N + A + B + M ou S + N + NA +N + S)
  - 4 voitures (M + N +A + M) sur la ligne 7 bis avant l'arrivée du MF 88
  - 3 voitures (M + B + M) sur la ligne 3 bis
- Longueur caisse : 15,145 m (motrice extrême), 14,390 m (A, B, N ou NA)
- Largeur  : 2,40 m
- Masse : 26,5 t pour une motrice
- Matériau utilisé pour la caisse : acier avec face avant en plastique et/ou fibre de verre
- Motorisation : 1 272 kW (12 moteurs auto-ventilés sur bogie bimoteur) ou 1 080 kW (moteurs ventilés sur bogie monomoteur)
- Accélération au démarrage :  (en charge normale)
- Freinage : frein rhéostatique + frein électrique à récupération d'énergie sur les séries E et F
- Bogies : bogie bimoteur avec suspension classique des séries bimoteurs antérieures sur les séries E
- Bogies : bogie monomoteur avec suspension pneumatique sur les séries F
- Vitesse maximale : 80 km/h
- Vitesse maximale autorisée : 70 km/h
- Portes : 4 portes par face à ouverture manuelle, ouverture de 1 300 mm
- Climatisation : non
- Places assises : 24 (sièges uniquement), sans compter les strapontins (nombre variable selon la configuration)
- Capacité (en charge confort de 4 personnes/m2) : 140 personnes

Les MF 67 F furent équipés d'origine de la ventilation mécanique, en prévision de l'équipement qui allait être adopté pour le MF 77. Le MF 67 F est équipé du frein d'immobilisation et non de l'habituel frein à main. En 1987, les MF 67 F furent profondément modifiés au niveau du vitrage pour passer à la machine à laver automatique. Les vitrages furent doublés et donnèrent une esthétique similaire à celle des fenêtres du MF 77, les mini-fenêtres d'extrémité étant, quant à elles, bouchées.

## Fin de vie

### Remplacement par le MF 01
Les MF 67 ayant circulé sur les lignes suivantes ont été remplacés par des MF 01 :
- pour la ligne 2, de 2008 à 2011 (remplacement achevé en juillet 2011) ;
- pour la ligne 5, de 2011 à 2014 (remplacement achevé en mars 2014) ;
- pour la ligne 9, de 2013 à 2016 (remplacement achevé en décembre 2016).

### Remplacement par le MF 19
Les MF 67 encore en exploitation (lignes 3, 3 bis, 10 et 12) seront remplacés par des MF 19. Il était auparavant question d'un MF 2015 ou 2018 pour les lignes 3, 3 bis, 10 et 12 (mise en service entre 2015 et 2020). Ce matériel est prévu pour être déployé à partir de 2025 et remplacera, outre les MF 67, les matériels fer anciens des autres lignes (MF 77, MF 88),. Les derniers retraits prévus sont ceux des rames de la ligne 3 en 2031 ; les trains auront alors atteint l'âge de 64 ans.
Le calendrier de remplacement par le MF 19 est le suivant :
- 2025 : ligne 10 ;
- 2026 : ligne 3 bis ;
- 2028 : ligne 12 ;
- 2031 : ligne 3.

## Modélisme
Le MF 67 est reproduit en résine (caisses brutes, non peintes), à l'échelle HO par la firme ApocopA (depuis 2015).